# Пилоты (фильм)
«Пилоты» (чеш. Piloti) — советско-чехословацкий фильм, снятый в 1988 году режиссёрами Игорем Битюковым и Отакаром Фукой. Премьера фильма состоялась в мае 1989 года.

## Сюжет
Действие фильма происходит в последние дни Великой Отечественной войны. После Мюнхенского сговора, отдавшего Чехословакию во власть Гитлеру, чех Ян Трейбал вместе с другими патриотами покидает родину. Попав в Советский Союз, герой становится командиром звена Первой Чехословацкой авиационной дивизии. Вместе с ним воюют неунывающий подпоручик Мартин Габриэль, бескомпромиссный лейтенант Александр Лежнев и полный романтических представлений о жизни юный пилот Томек Яндак.

## В ролях
- Борис Щербаков — Алексей Лежнев, летчик-истребитель, старший лейтенант, инструктор звена
- Сергей Жигунов — Владимир Матюхин, летчик-истребитель, младший лейтенант
- Дарья Михайлова — Тамара, младший сержант
- Вадим Спиридонов — летчик транспортной авиации
- Андрей Гусев — Анатолий Степанков, авиамеханик
- Пётр Степанек — Ян Трейбал, летчик-истребитель, надпоручик, командир 1-го звена 2-й эскадрильи
- Карел Грейф — Томек Яндак, летчик-истребитель, подпоручик
- Петер Руфус — Карол Галай, летчик-истребитель
- Михал Гучик — Мартин Габриэль, летчик-истребитель
- Илона Свободова — Алена Пултрова, сержант
- Татьяна Паркина — Карин, шведка из «Красного Креста»